# 키루스의 교육
키루스의 교육(Cyropaedia)은 키루스 2세 대왕의 일대기에 대한 크세노폰의 저술이다. 헤로도토스 등의 기록과는 크게 상반되는 점이 있는 저술로, 크세노폰의 정치철학적 견해가 키루스 2세에 대한 역사 기록과 이 저술의 내용이 상반되는 지점에 드러나 있다.

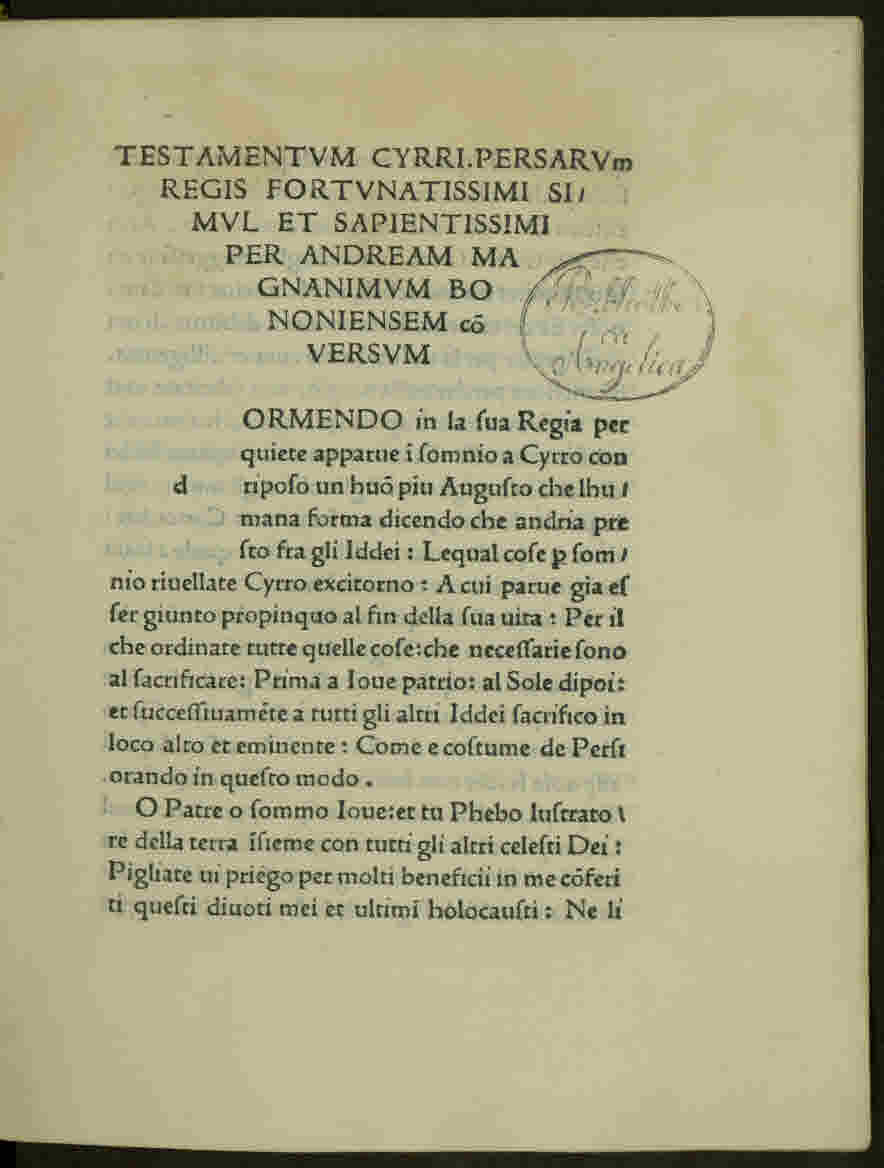
Cyropaedia

## 체제와 내용
키루스 2세 대왕을 이상적 군주로 그려내기 위해 크세노폰이 키루스 대왕의 일대기를 재구성한 것이 이 책의 내용이다. 8권으로 이뤄진 이 저술은 크세노폰 전집에서 가장 긴 부분을 차지하고 있다.

### 각 권별 내용
고대 그리스의 저술은 저술이 수록되는 두루말이의 '용량'이 제한되어 있었기 때문에 각 권의 구별이 지금 통상적으로 보는 것보다 작은 경우가 많다. 한국어판에서 각 권의 분량은 약 50~60쪽 분량이다. 각 권의 제목은 한국어판에 따랐다.

#### 1권: 키루스의 어린 시절
크세노폰의 동기는 다음과 같이 첫 머리에 서술되어 있다. "그의 출신이 어떠하며 본성적 자질이 어떤지, 그리고 어떤 종류의 교육을 받아서 사람을 다스리는 데 그토록 탁월했는지 조사했다(1.6)." 여기서는 페르시아인이 일생동안 어떤 교육을 받고 어떤 활동을 하게 되는지를 다룬다. 이는 청년기의 귀족 남성이 밤에 공공건물을 지키는 등 절제와 의무를 강조하는 교육과 활동으로 구성되어 있었고, 스파르타의 엄격한 교육 내용과 흡사하였으나 그처럼 잔혹한 면은 없다. 크세노폰에 의해 이상화된 교육 내용으로 보인다. 이어서 키루스는 12세부터 외가인 아스티아게스의 메디아에서 자랐다고 서술되어 있다. 그가 16세쯤 되었을 때 아시리아의 왕이 그의 아들의 결혼식을 위해 쓸 사냥감들을 구하기 위해 메디아 국경을 넘어 군사행동을 취했고, 그에 대응하여 키루스는 첫 전투를 치렀다고 한다. 전투 이후 페르시아로 돌아온 키루스는 청년반 활동을 하게 될 때까지 페르시아에서 지내게 되었는데, 그때 아시리아는 세력 확장을 위해 메디아를 침공하려고 하였다. 메디아에서는 아스티아게스가 죽고 그의 아들이자 키루스의 외삼촌인 키악사레스가 왕이 되어 있었으며, 그는 페르시아에 원군을 청하고 키루스는 그 원군의 사령관이 되었다. 키루스는 그의 아버지에게서 전쟁에서 귀감이 될 만한 원칙들을 듣는다.

#### 2권: 군대의 재조직
메디아에 도착한 키루스는 평민 병사들에게 귀족 병사들과 동일한 무장을 지급하고 포상 경쟁을 붙였으며 5와 10의 배수로 병졸들을 묶어 편제를 만드는 등의 군사 개혁을 한다. 여기서 키루스는 전공의 보상에 관한 판관이 되어 있을 수 있는 비효율 및 평민 병사가 부당하게 취급되는 상황에 대한 대비를 하게 된다. 한편 여기서 본격적으로 등장하기 시작하는 무장은 페르시아의 것이라기보다는 그리스의 것이라고 한다. 인도의 사신이 등장하기도 한다. 곧이어 그는 이전에는 메디아에 공물을 바쳐오던 아르메니아가 그것을 끊어버렸다는 점을 지적하며 아르메니아 침공에 자원한다.

#### 3권: 아르메니아와 스키타이 정복: 첫 번째 위대한 전투
키루스는 아르메니아를 진압하고 그 왕을 재판하게 되었다. 아르메니아 왕의 아들 티그라네스는 아르메니아 왕을 죽이려는 키루스를 말리기 위해 실제적인 힘에 의한 두려움은 가장 큰 효과를 가져올 수 있는 처벌이라는 논리를 편다. 이로써 아르메니아는 키루스의 동맹국이 되었다. 곧이어 키루스는 아르메니아인과 갈등 관계에 있던 칼데아인과 접촉하게 되었는데, 아르메니아와 칼데아 양측을 중재함으로써 키루스는 칼데아 역시 동맹국으로 삼는다. 이후 진격해온 아시리아 군대와 그 동맹군을 키루스의 주도로 한 차례 격퇴하게 된다.

#### 4권: 아시리아군의 첫 번째와 두 번째 진지 점령
패배한 아시리아군은 퇴각하였다. 키루스는 지원자들을 이끌고 추가적인 원정에 나섰다. 아시리아 주변에 있던 기마 민족인 히르카니아인들이 그들에게 내투하였다. 그들의 도움으로 아시리아군을 적의 영토에서 또 다시 격파하였다. 이전까지 대부분 보병이었던 페르시아군을 키루스는 이 승리로 얻은 수많은 말과 기병에 익숙한 히르카니아인 및 메디아인을 활용하여 기병 부대로 변화시킨다. 기병 부대를 창설하는 결정을 위한 논의는 보병에 비교하여 기병의 우월함을 지적하는 글로 유명하다. 한편 키악사레스는 메디아인 대부분이 자발적으로 키루스를 따라 나서자 메디아인들에게 복귀명령을 내리는데, 키루스는 여전히 키악사레스가 자신의 동맹이며 필요한 전력에서 메디아인의 비중이 크다며 이를 취소하길 요청한다. 마지막 부분에서는 아시리아의 장군 고브리아스가 현 아시리아 군주의 전횡에 의해 살해당한 아들의 복수를 위해 아시리아를 배신하고 페르시아군에 투항한다.

#### 5권: 고브리아스와 가타다스
첫 머리에서는 키루스의 성적 절제에 관한 내용이 등장한다. 이어 지원자들이 그들의 뜻에 의해 키루스의 군대에 종군하고 있다는 점을 확실히 하여 결속력을 확실히 하고, 고브리아스의 영지로 진출한다. 5권에서 주된 전장은 아시리아의 영토이며, 주변 지역은 전쟁의 전개에 따라서 자주 약탈당한다. 고브리아스는 역시 아시리아 군주의 전횡에 의해 거세당하고 환관이 되었던 가타다스라는 인물을 포섭할 것을 제안한다. 가타다스는 계략으로 고브리아스가 동맹을 맺을 것을 이야기하였던 사키아 방면의 요새를 함락하여 바쳐 투항 선물로 삼았다. 이후 가타다스는 부하의 배신으로 인해 아시리아 왕의 공격을 받아 위기를 맞지만 키루스의 군대가 때마침 도착해 아시리아 왕의 군대는 퇴각하였다. 이후 키루스와 아시리아 왕은 부분적인 평화 조약을 맺어 농민들에게는 평화를 보장하였다. 이후 키루스는 시리아를 일부 장악하고, 곧이어 키악사레스와 직접 회동한다. 키악사레스는 키루스의 세력이 크며 메디아인마저 키루스를 따르게 되었다는 것을 보고 침통해하지만, 키루스는 자신의 원정이 자신과 키악사레스에게 도움이 되는 일이고 메디아인들이 이전보다 그를 덜 생각하고 있지 않다는 점을 보여주어 키악사레스의 마음을 풀어준다.

#### 6권: 대전투를 앞두고
회의를 통해 겨울과 적진 너무 깊숙이 들어온 것 때문에 나타나는 위협으로 인해 제기되었던 군대 해산안은 기각되었다. 한편 아시리아 왕이 바빌론을 버리고 리디아 방면으로 도주하였다고 전해져 왔다. 리디아의 왕 크로이소스와의 결전을 위해 군사장비와 동맹국들의 결속이 강화되었다. 인도는 여기서 다시 등장하여 키루스와 동맹을 맺는다. 그러나 크로이소스가 키루스의 군대를 압도하는 규모의 군대를 이집트를 비롯한 수많은 동맹국에서 징발하고 있다는 사실이 알려지자 군에는 공포 분위기가 퍼진다. 키루스는 연설을 통해 그에 대한 대비책을 제시한다. 양 군은 서로 진격하였고, 크로이소스는 키루스의 군대를 포위하는 방식으로 포진하였다.

#### 7권: 대전투: 사르디스와 바빌론의 함락
크로이소스와의 전투 끝에 키루스가 앞장선 측면이 붕괴되면서 키루스가 승리하게 된다. 곧이어 리디아의 수도인 사르디스를 함락하고, 크로이소스를 복종시킨다. 여기서 키루스는 함락 후 관습적으로 이뤄지던 약탈을 크로이소스의 권유에 의해 중지한다. 키루스는 이후 바빌론으로 향하면서 여러 민족을 복속시켰고, 이 과정 속에서 앞서 아르메니아와 칼데아 양측에 했던 것처럼 내전이 일어나고 있는 곳에서는 판관이 되어 내전을 진정시켰다. 키루스는 바빌론을 포위하여 아시리아군이 굶어죽기를 기다리는 척 하면서 바빌론을 관류하던 유프라테스강 물을 돌릴 준비를 했고, 바빌론의 축제일에 맞춰 물을 돌려 하도를 통해 성 안으로 잠입, 바빌론을 장악하였다. 이후 키루스는 왕이 되기 위한 준비를 하였다.

#### 8권: 제국의 건설: 키루스의 죽음
키루스는 거대한 제국의 행정 체계를 정비하였으며, 여기서는 2권에서 군대를 재조직할 때 썼던 원리가 다수 전용되었다. 이후에는 키루스가 귀족들을 자신의 친구로 삼고 그들끼리도 친구가 되게끔 만들었던 방법을 서술하였다. 그러나 크세노폰은 "키루스는 영향력이 큰 시민들에게 자기들끼리 사랑을 나누게 하기보다 키루스 자신을 더 사랑하도록 만들려고 한 것(2.28)"이었다며 부정적 결과가 나타났음을 지적한다. 이어서 키루스의 행차가 신민의 존경을 이끌어내기 위한 기술로서 정리되었다. 또한 제사와 연회에서의 좌석 배정을 변경해나가는 것을 통해 귀족들의 명예를 조절하였다.
이후 키루스는 페르시아로 다시 여행을 떠나고, 메디아에서는 키악사레스의 딸과 혼인하게 되며 그것을 통해 메디아 전체를 상속받는다. 이는 헤로도토스의 기록과 매우 뚜렷하게 다른 부분이며, 이는 메디아의 군주로서도 키루스가 정통성을 얻게 하기 위한 장치다. 곧이어 키루스는 각 지역에 총독을 파견하여 그 지역에서 키루스와 같은 역할을 수행하도록 하였다. 다만 성채 주둔군과 수비대의 지휘관은 키루스 수하에 그대로 있었다. 이후 키루스는 원정을 통해 문명세계 전체를 장악하였다고 한다. 그는 맏아들 캄비세스에게 왕좌를 넘겨 주었다. 유언에서는 영혼에 대한 이야기를 하는데, 영원한 신의 평가와 함께 부단히 이어지고 있는 인류의 평가도 중요한 것이라고 언급하여, 이 세계의 평가를 결국 의견에 불과한 것으로 간주하였던 플라톤과 대립되는 사고방식을 크세노폰은 드러내고 있다.
8장에서는 지금까지와는 다르게 키루스 사후 페르시아인들의 부패를 다룬다. 이 장이 후대에 추가된 것이 아닌가 하는 의혹을 한국어판에서는 제기하고 있다.

## 텍스트
- 영문판 : 구텐베르크 프로젝트에 의해 관리되는 판본이다.
- 한국어판 : Xenophon, 이동수 옮김, 《키루스의 교육》, 파주: 한길사, 2015(개정판)
- 한국어판 : 크세노폰 지음, 이은종 옮김. 《키로파에디아: 키루스의 교육》, 인천: 주영사, 2012

## 같이 보기
- 크세노폰
- 키루스 2세